# Suspensura
La suspensura és un paviment que correspon al pis «suspès» d'una habitació sobre un hipocaust que es construïa durant l'antiguitat romana.
En un hipocaust sobre pilars, les lloses de terracota suporten una o més fileres de maons de suspensura quadrangulars sobre les quals descansa la suspensura, en els hipocausts amb canals radiants es recolza sobre la massa sòlida, i sobre arcs en el cas d'un hipocaust arquejat. Poques vegades es troben intactes. Les suspensurae es componen generalment de diversos nivells de morter o formigó que es poden cobrir amb un paviment o un mosaic. En cas contrari, l'última capa de formigó de rajoles només es pot allisar.

## Història
Les suspensurae estaven formades per maons quadrats superposats de manera que formaven pilae (pilars) d'uns 50 cm d'alçada generalment. Vitruvi (segle I aC) les va descriure associades als hipocausts dels caldari termals (suspensura caldariorum) la invenció de les quals va ser atribuïda a Gai Sergi Aurata (finals del segle ii aC - inicis del segle i aC) Com a estructures de càrrega, els pilars de maó de la suspesura es van deixar d'utilitzar a partir del segle ii.

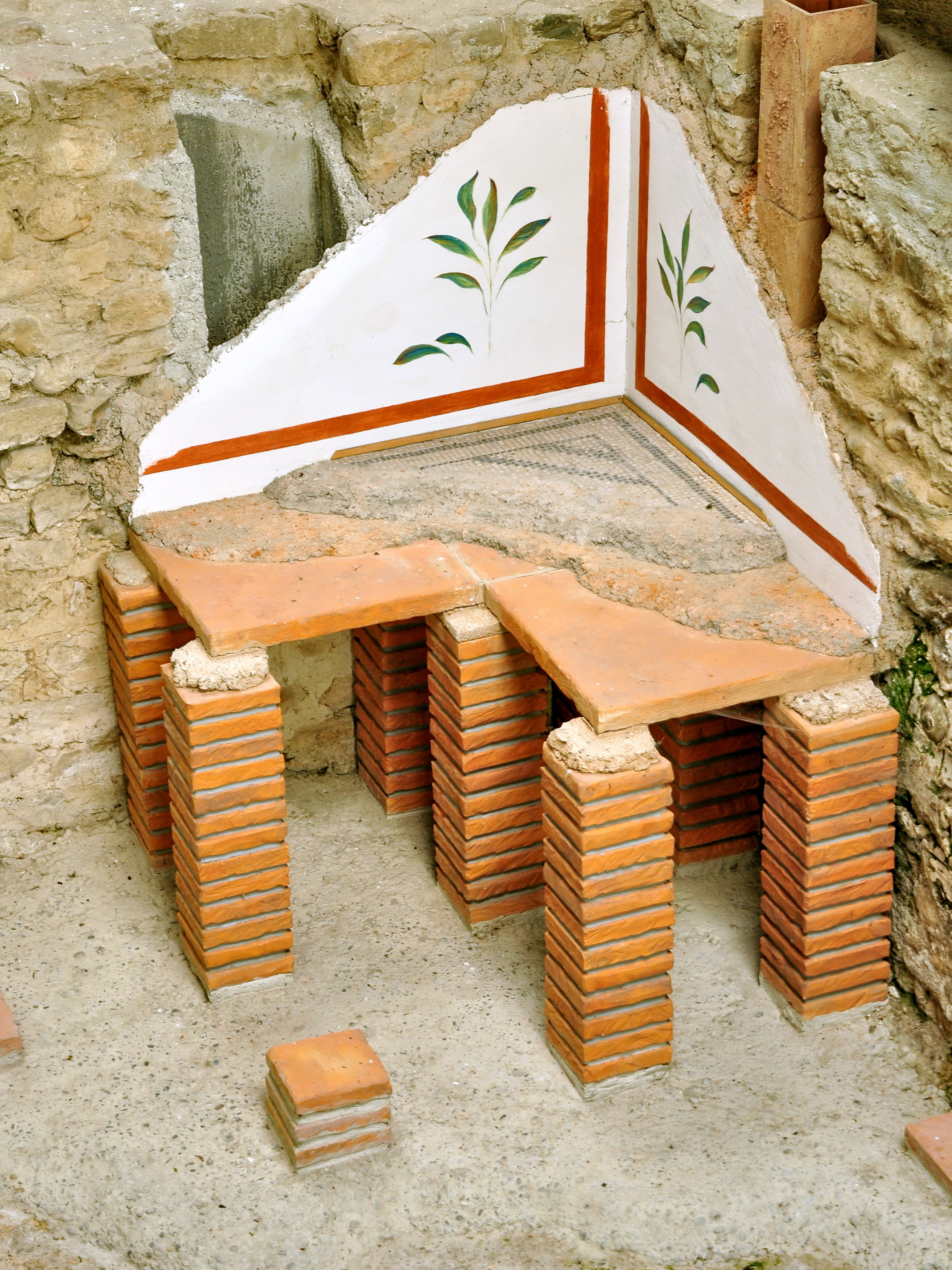
Reconstrucció d'una estructura tèrmica sobre hipocaust amb pilars a la vil·la de Seeb (Winkel)
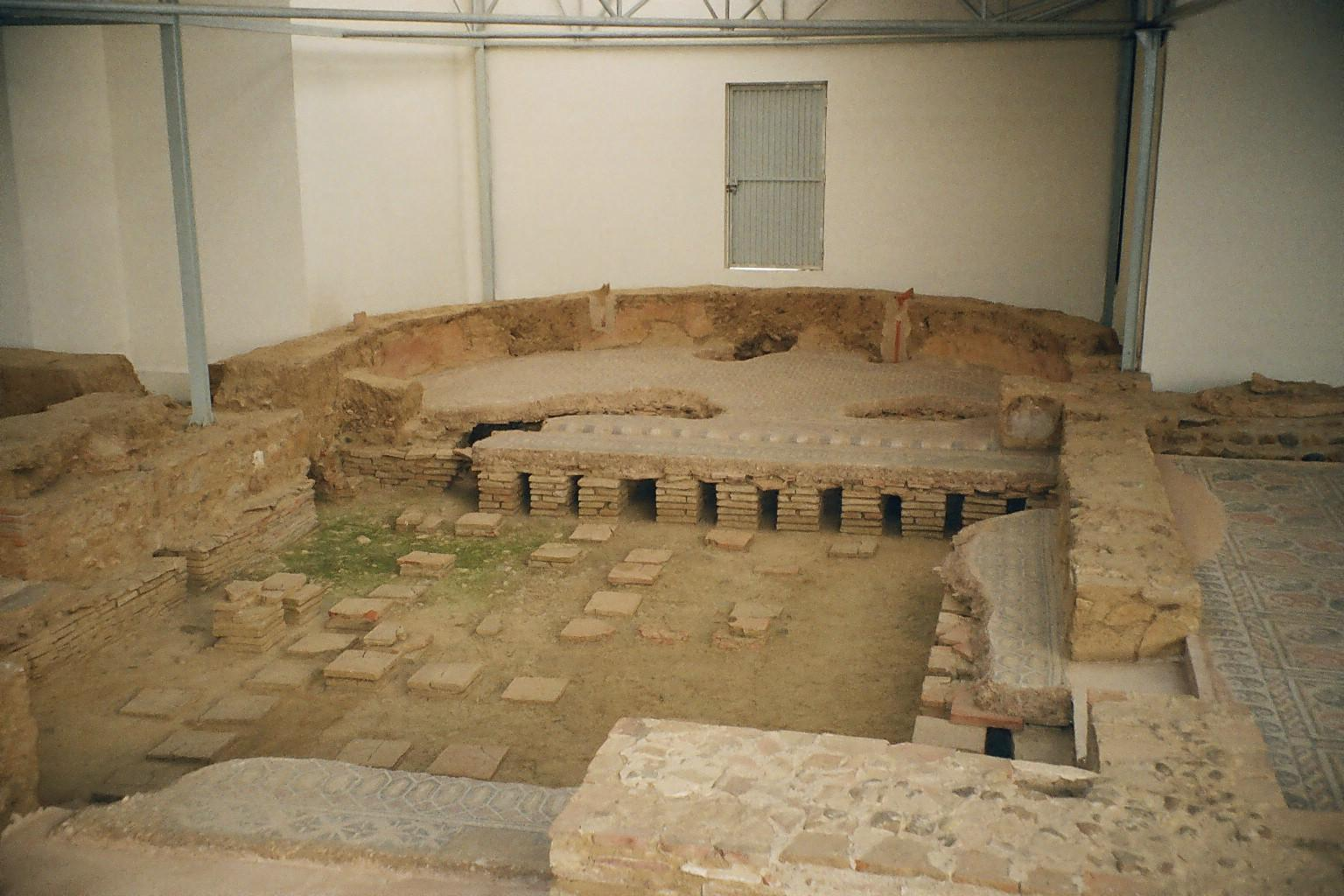
Vil·la romana a Saldaña, les bases de les suspensurae són visibles a l'espai buit sota el terra (encara intactes a l'exedra)
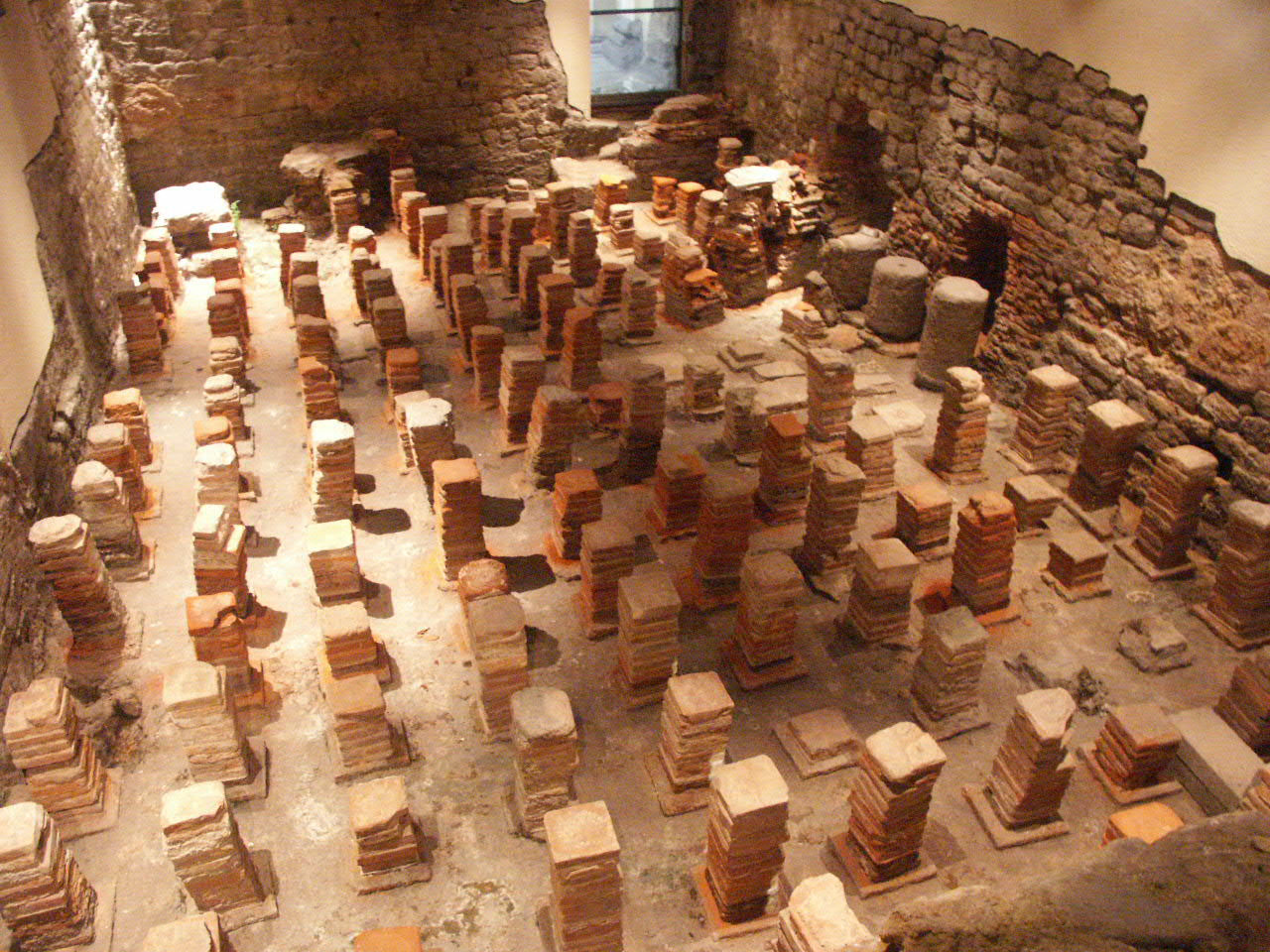
Suspensura sota el caldari d'un bany

El terme suspensura s'utilitza sovint incorrectament per designar el maó que suporta el paviment, o fins i tot el pilar sencer. Segons Yvon Thébert, que es basa en Plini el Jove, la suspensura no designa la llosa de formigó com, per exemple, traduïda per Frank Granger a la Biblioteca Clàssica de Loeb i com indica la majoria d'arqueòlegs, sinó que és sinònim d'hipocaust.

## Funció
La suspensura té la finalitat de cobrir la cambra que uneix subterràniament el forn (el praefurnium) a l'exterior dels banys amb el subsol del caldari i el tepidari. La lliure circulació de l’aire calent per aquest espai (hipocaust) escalfa la suspensura i facilita l'escalfament de les piscines que hi ha directament a sobre seu en aquestes dues sales.